# 范姓
范姓是一個中文姓氏之一，在《百家姓》中排名第46位。

## 起源
關於范姓的姓源，根據《姓纂》的記載是這樣的：「帝堯劉累之後，在周為唐杜氏，周宣王滅杜，杜伯之子隰叔奔晉為士師，曾孫士會，食采於范，遂為范氏。」
由此可見，范氏的始祖，可以遠遠地追溯到堯，堯的這一支子孫歷經虞舜、夏、商諸代，都稱為唐杜氏，入周被改封於杜，不久被周宣王所滅，當時杜伯的兒子就跑到晉國，被任為士師，並因官命氏改姓為士，傳到他的曾孫士會的時候，做了晉國的上卿，食采於范，於是，士會的子孫也按照當時「以邑為氏」的習慣，自士會（范武子）以後，文子、范宣子、以及范獻子，世代都是晉國的上卿。

## 参看
- 范氏
- 順陽范氏
- 南通范氏
- 天一閣

## 延伸阅读
[在维基数据编辑]
 《百家姓》
 《欽定古今圖書集成·明倫彙編·氏族典·范姓部》，出自陈梦雷《古今圖書集成》